# Villeroy-sur-Méholle
Villeroy-sur-Méholle ist eine französische Gemeinde mit 56 Einwohnern (Stand 1. Januar 2022) im Département Meuse in der Region Grand Est (bis 2015 Lothringen); sie gehört zum Arrondissement Commercy und zum Gemeindeverband Communauté de communes de Commercy-Void-Vaucouleurs.

## Geografie
Villeroy-sur-Méholle liegt rund 45 Kilometer westsüdwestlich der Stadt Nancy im Süden des Départements Meuse. Verkehrstechnisch befindet sich die Gemeinde wenige Kilometer südlich der Route nationale 4 mit dem nächsten Anschluss in Void-Vacon. Der Ort liegt am Flüsschen Méholle und am Rhein-Marne-Kanal. Diese bilden teilweise die Gemeindegrenze.
Nachbargemeinden sind Sauvoy im Norden, Vaucouleurs im Osten, Mauvages im Südosten, Süden und Südwesten sowie Broussey-en-Blois im Westen und Nordwesten.

## Geschichte
Der Name der heutigen Gemeinde wurde im Jahr 1049 unter dem lateinischen Namen Vileregium erstmals in einem Dokument erwähnt. Im Mittelalter gehörte die Gemeinde zur Bailliage Vitry-le-François innerhalb der Champagne. Der Ort gehörte von 1793 bis 1801 zum District Commercy. Zudem von 1793 bis 2015 zum Kanton Void(-Vacon). Die Gemeinde ist zudem seit 1801 dem Arrondissement Commercy zugeteilt. Bis 1924 trug die Gemeinde den Namen Villeroy ohne den heutigen Zusatz.

## Bevölkerungsentwicklung
| Jahr                       | 1962 | 1968 | 1975 | 1982 | 1990 | 1999 | 2006 | 2011 | 2019 |
| Einwohner                  | 92   | 85   | 62   | 45   | 32   | 28   | 32   | 37   | 46   |
| Quellen: Cassini und INSEE |      |      |      |      |      |      |      |      |      |

## Sehenswürdigkeiten
- Kirche Saint-Èvre
- Waschhaus, erbaut 1840
- Denkmal für die Gefallenen[1]

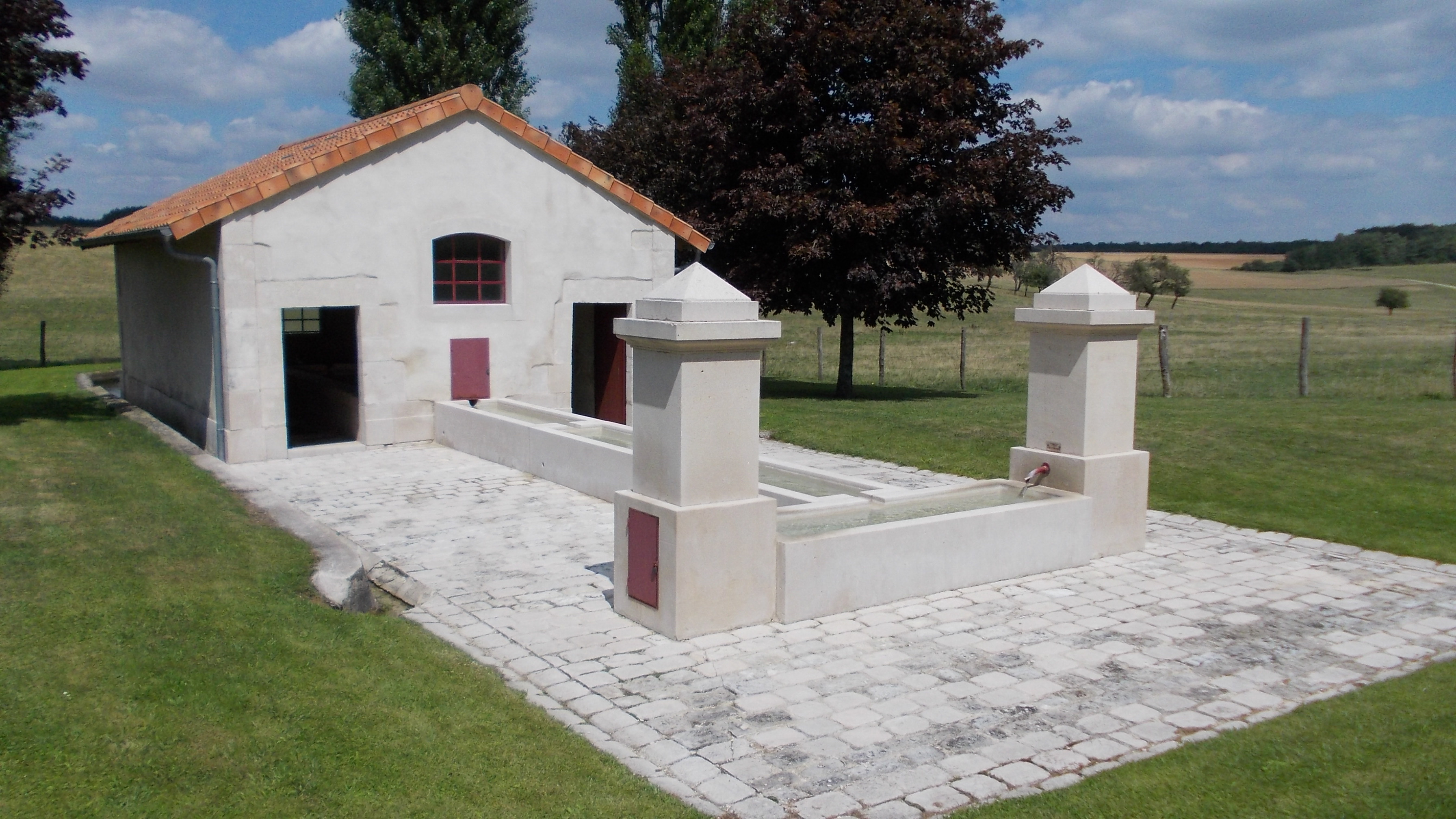
Waschhaus

- Drei Wegkreuze an der D168 im oder nahe dem Dorf